# Viroinval
Viroinval (en valón: Virwinvå) es un municipio belga de la provincia de Namur.
A 1 de enero de 2019, la población era de 5.659 habitantes. La superficie total es de 121,39 km² dando una densidad de 46,8 hab/km².

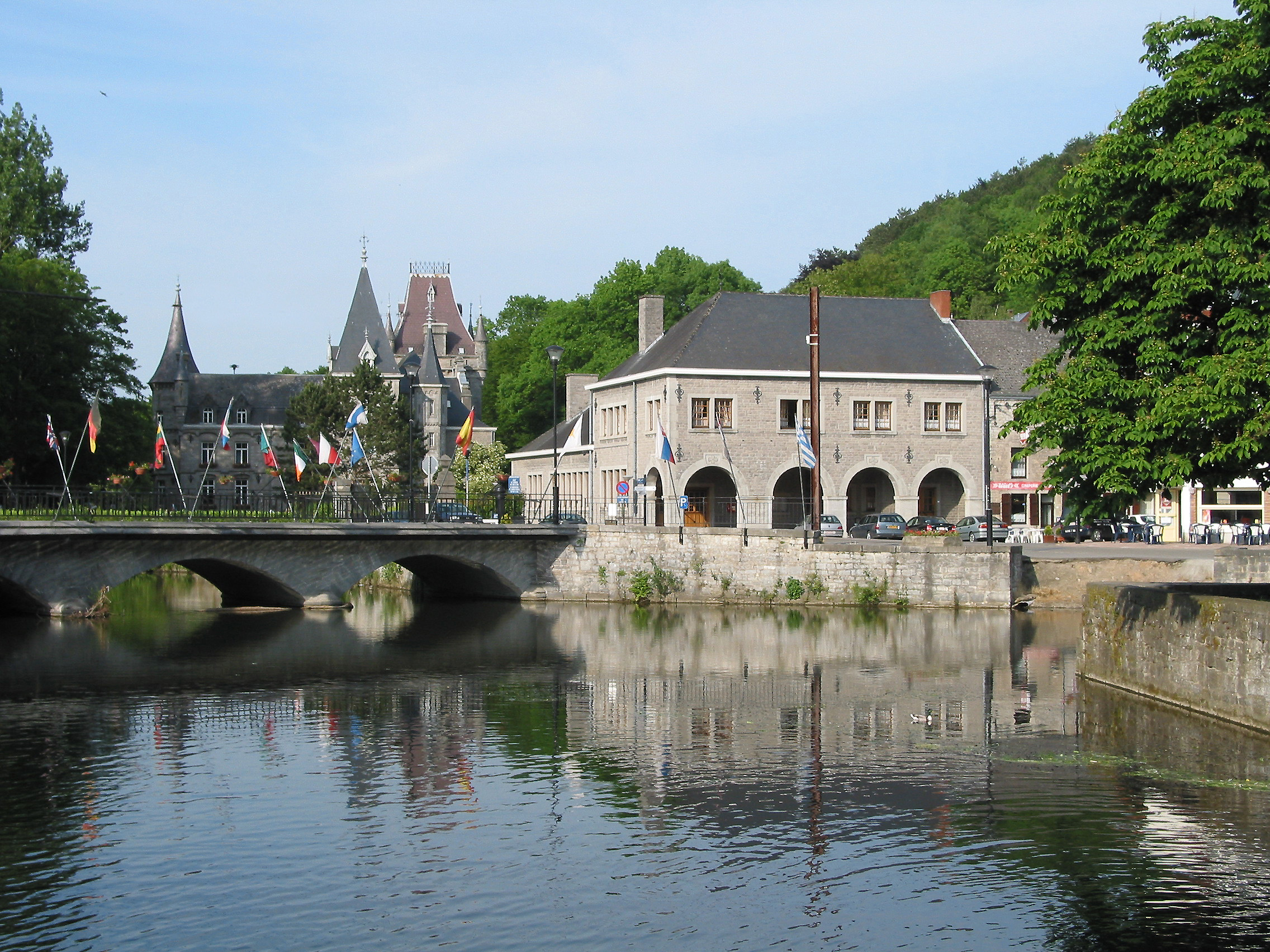
Nismes, el puente sobre el río Eau Noire y el castillo.

## Geografía
Viroinval se sitúa al sur de la provincia de Namur y cerca de la frontera francesa. El municipio se extiende por tres regiones naturales de Bélgica el Fagne, la Calestienne y las Ardenas, y está bañada por el ríos Eau Blanche, Eau Noire y Viroin.

### Secciones del municipio
El municipio comprende los antiguos municipios, que se fusionaron en 1977:
| - Dourbes - Le Mesnil - Mazée - Nismes - Oignies-en-Thiérache - Olloy-sur-Viroin - Treignes - Vierves-sur-Viroin |

## Demografía

### Evolución
Todos los datos históricos relativos al actual municipio, el siguiente gráfico refleja su evolución demográfica, incluyendo municipios después de efectuada la fusión el 1 de enero de 1977.
| Gráfica de evolución demográfica de Viroinval entre 1846 y 2020 |
|                                                                 |

## Galería fotográfica

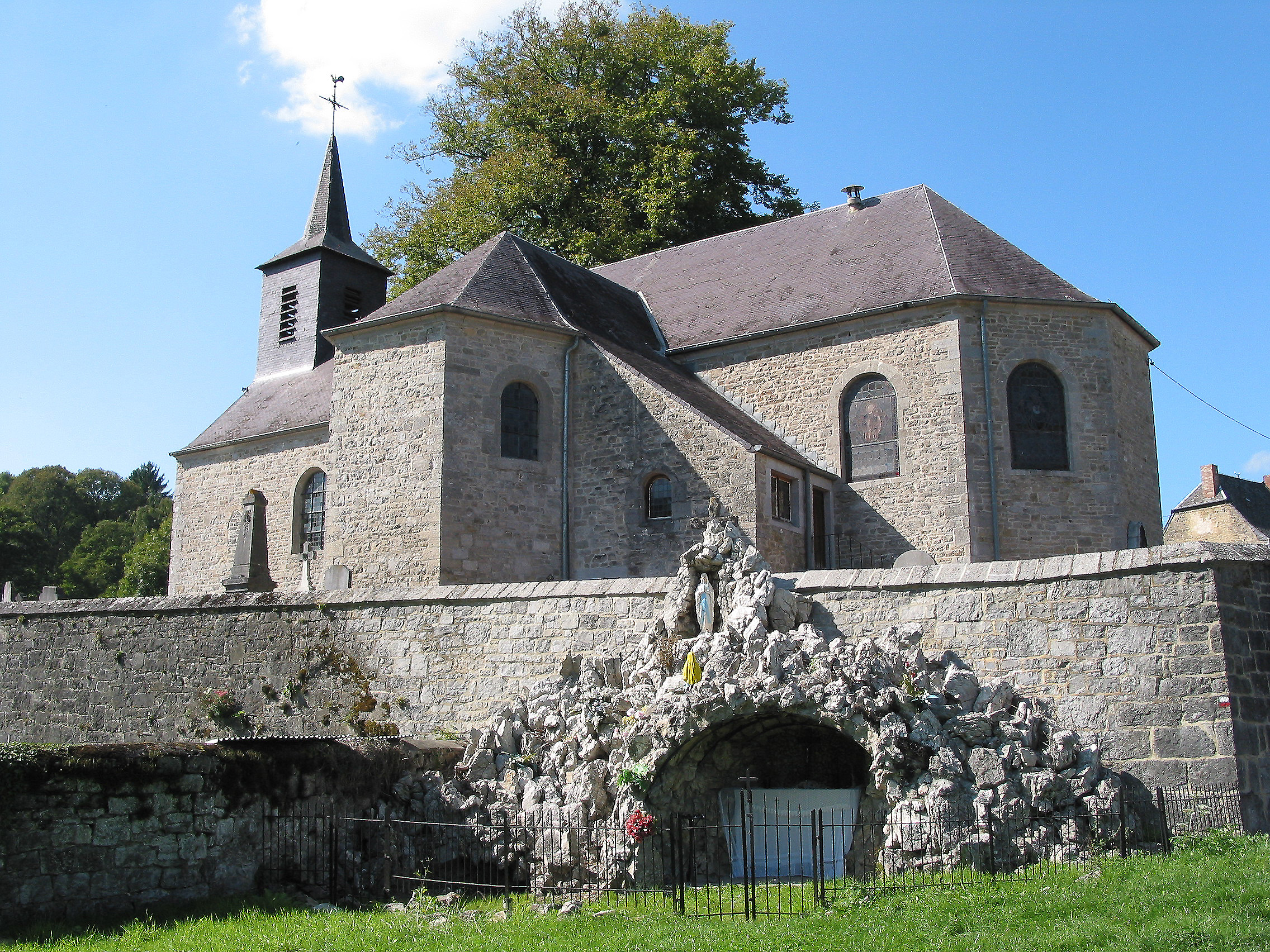
Dourbes, Iglesia St-Servais.
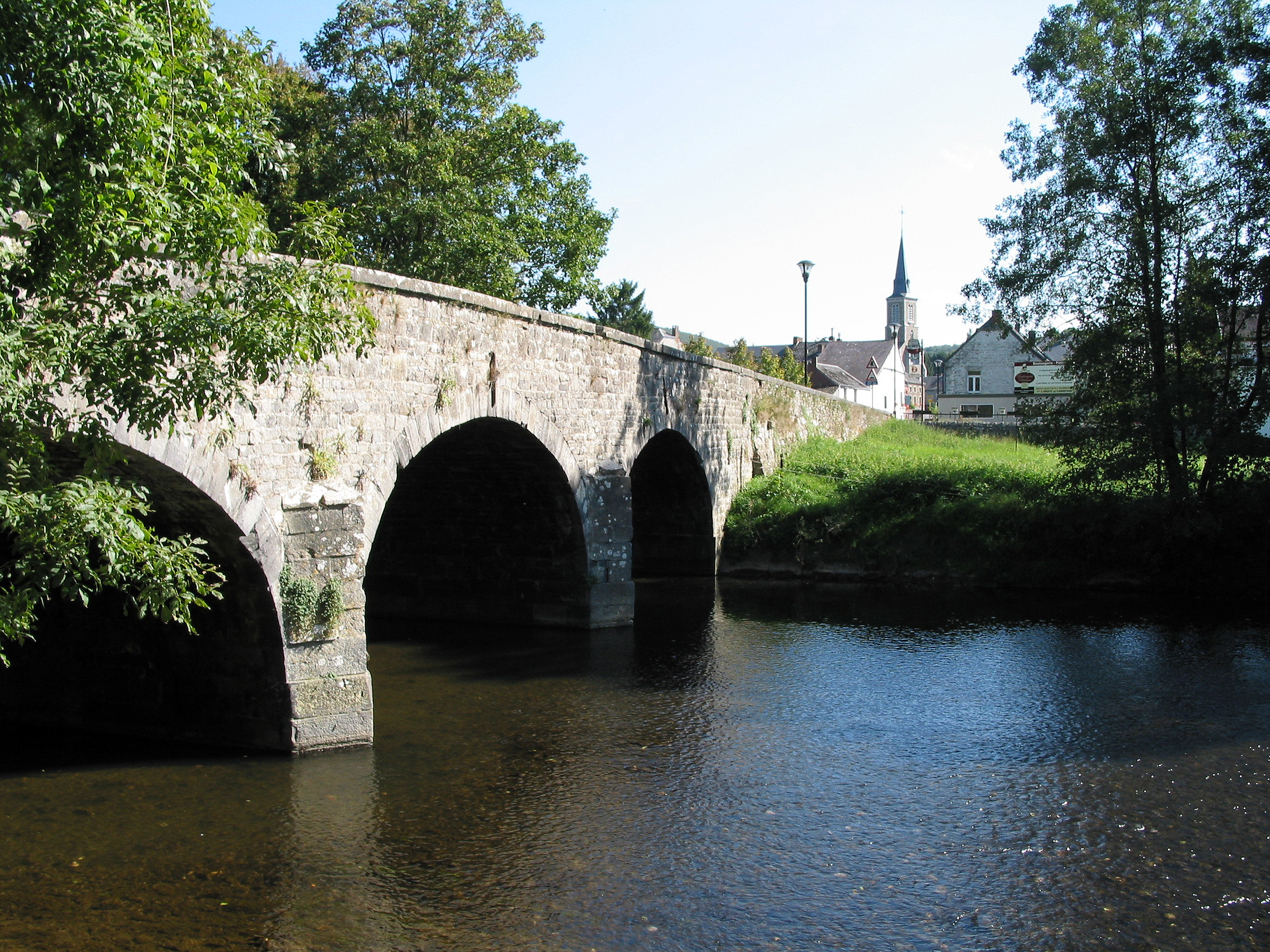